# 조선대학교 (학교법인)
학교법인 조선대학교(學校法人 朝鮮大學校)는 대한민국의 학교법인이다. 1946년 7만 2천여명의 설립동지회에 의하여 설립되었고 현재 조선대학교, 조선이공대학교, 조선간호대학교, 조선대학교부속고등학교, 조선대학교여자고등학교, 조선대학교부속중학교, 조선대학교여자중학교 총 7개 학교와 조선대학교병원, 조선대학교치과병원을 관리·경영하고 있다.

## 설립정신
- 개성교육 창조적 정신으로 인류사회에 이바지할 수 있는 개성 있는 인재를 기른다.
- 생산교육 교육의 장과 사회를 연결하는 생산교육을 통하여 국가 발전에 기여할 봉사하는 전문인을 양성한다.
- 영재교육 폭넓은 장학지원을 통하여 우수한 자질을 갖춘 영재를 육성한다.

## 법인연혁
- 1946년 4월 5일 조선대학 설립동지회 창립준비위원회 발족
- 1946년 8월 조선대학 설립동지회 발족 (광주서중학교 강당)
- 1946년 9월 29일 조선대학교 설립 (광주야간대학원)
- 1946년 12월 1일 조선대학교 설립동지회 취지문(회원가입 권유문)을 발표하고 회원모집 및 회비모금 활동
- 1947년 7월 25일 조선대학교 부속중학교 설립 (조선대학원 부속중학원)
- 1947년 12월 31일 설립동지회원 7만 2천여명 확보
- 1948년 5월 26일 재단법인 조선대학 설립인가, 조선대학원을 조선대학으로 개편[1]
- 1951년 8월 31일 조선대학교부속중학교여자부에서 조선대학교여자중학교로 분리
- 1961년 11월 18일 조선대학교 여자고등학교 설립 (조선대학교 여자가정고등학교)
- 1963년 1월 28일 조선이공대학교 설립 (조선대학교 병설공업고등전문학교)
- 1971년 12월 23일 조선간호대학교 설립 (조선대학교 병설간호전문학교)
- 1971년 4월 15일 조선대학교 병원 개원 (조선대학교 부속병원)
- 1978년 10월 26일 조선대학교 치과병원 개원 (조선대학교 부속치과병원)
- 2010년 1월 1일 정 이사 7명 선임[2]
- 2010년 1월 15일 제17대 이사장 강현욱 취임[3]
- 2010년 3월 10일 정 이사 2명 선임
- 2014년 2월 26일 이사 8명 취임
- 2014년 4월 14일 제18대 이사장 강현욱 취임
- 2018년 2월 8일 제19대 이사장 박관석 취임
- 2020년 7월 1일 3기 정이사 9명 취임
- 2020년 7월 3일 제20대 이사장 김이수 취임[4]
- 2023년 7월 1일 4기 정이사 9명 취임
- 2023년 7월 3일 제21대 이사장 김이수 취임(연임)

조선대학교 야경 (2011년)

### 대학
- 조선대학교
- 조선이공대학교
- 조선간호대학교

### 고등학교
- 조선대학교부속고등학교
- 조선대학교여자고등학교

### 중학교
- 조선대학교부속중학교
- 조선대학교여자중학교

## 부속기관
- 조선대학교병원
- 조선대학교치과병원
- 조선대학교 미술관

## 기본재산 및 주요수익사업
법인 기본재산 현황
- 교육용 기본재산: 1,772,877 (536,295평)
- 수익용 기본재산: 1,677,114 (507,327평) 합계 3,449,991 (1,043,622평)

주요수익사업
- 건물 및 토지 임대업

## 법인사무처
- 학교법인이사회
- 법인 감사
- 법인사무처
  - 법인팀
  - 기획감사팀
  - 사업운영팀
  - 안전관리팀

## 같이 보기
| - 조선대학교 - 조선이공대학교 - 조선간호대학교 - 조선대학교 부속고등학교 - 조선대학교 여자고등학교 | - 조선대학교병원 - 조선대학교치과병원 - 조선대학교 미술관 - 조선대학교 본관 - 1·8 항쟁 |